# Parapentacentrus fuscus
Parapentacentrus fuscus är en insektsart som beskrevs av Andrej Vasiljevitj Gorochov 1988. Parapentacentrus fuscus ingår i släktet Parapentacentrus och familjen syrsor. Inga underarter finns listade i Catalogue of Life.